# Mittelhof
Mittelhof település Németországban, Rajna-vidék-Pfalz tartományban. Lakosainak száma 1006 fő (2023. december 31.).

## Népesség
A település népességének változása:
| Lakosok száma | 596  | 988  | 974  | 976  | 1002 | 1006 |
|               | 1975 | 2017 | 2019 | 2021 | 2022 | 2023 |